# Ortlieb I. Zenger
Ortlieb I. Zenger lebte um 1282. Er begründete im Geschlecht der Zenger eine Linie, die im 14. Jahrhundert ausstarb.

## Familie
Ortlieb I. begründete im Geschlecht der Zenger eine Linie, die im 14. Jahrhundert ausstarb.
Die Eltern Ortlieb I. sind Conrad I. und Tuta von Schönstein.
Der Sohn Ortliebs I. war Ortlieb II. Er war 1315 bis 1326 Pfleger zu Nabburg.

## Stammsitz und Besitz
Die Veste Nabburg bestand schon im 11. Jahrhundert. Sie käme als ein Stammsitz Ortliebs I. in Frage.

## Leben
Über Ortlieb I. wird berichtet, dass er 1282 für ein Kampfspiel des Adels zu Regensburg als Werber und Vorraiser auftrat.